# Dharmabad
Dharmabad è una città dell'India di 29.936 abitanti, situata nel distretto di Nanded, nello stato federato del Maharashtra. In base al numero di abitanti la città rientra nella classe III (da 20.000 a 49.999 persone).

## Geografia fisica
La città è situata a 18° 53' 60 N e 77° 50' 60 E e ha un'altitudine di 358 m s.l.m..

## Società

### Evoluzione demografica
Al censimento del 2001 la popolazione di Dharmabad assommava a 29.936 persone, delle quali 15.218 maschi e 14.718 femmine. I bambini di età inferiore o uguale ai sei anni assommavano a 4.255, dei quali 2.180 maschi e 2.075 femmine. Infine, coloro che erano in grado di saper almeno leggere e scrivere erano 17.488, dei quali 10.428 maschi e 7.060 femmine.